# Aune (商業施設)
aune（あうね）は、全国に展開するセレクトショップ、飲食店、サービス店などが入居する商業施設。
現在の商標権は、オリックス不動産投資法人（以下、OJR）が所有している。OJR所有の施設では、aune幕張、aune港北、aune有楽町、aune札幌駅前があり、飲食施設の統一屋号となっている。

## 概要
2008年春から千葉市、横浜市、熊本市の3都市に相次いで開業した。
2008年夏に、幕張と港北の2館は合同会社ジョイントアーク・X01が取得したと発表された。両館はさらに、2010年3月10日にオリックス不動産投資法人が取得したと発表されている。
2013年から2014年にかけ、OJRの戦略方針により、OJRが取得した「平成観光札幌駅前ビル」及び「ORE有楽町」をauneにそれぞれ改称した。

## 運営店舗

### aune 幕張

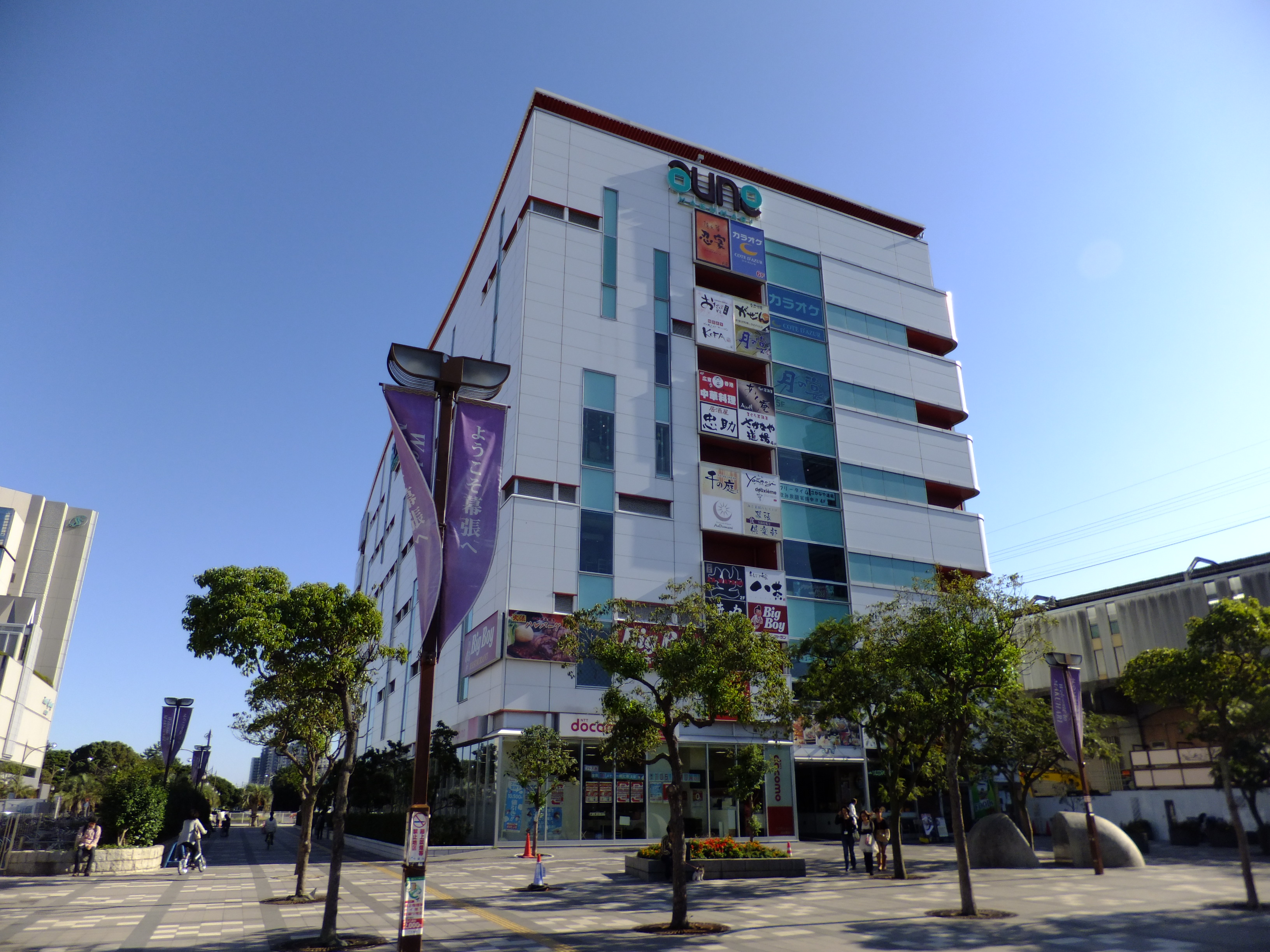
aune幕張

aune 幕張（あうね幕張）は、千葉県千葉市美浜区にある商業施設。2008年3月29日開業。多様な飲食、サービス店舗が入居している。2014年3月時点では、OJRが所有。
施設概要
- 住所：千葉県千葉市美浜区ひび野1丁目14番（北緯35度38分54.3秒 東経140度2分33.2秒・地図）
- 地上6階、地下1階、塔屋1階建て
- aune MAKUHARI

### aune 港北

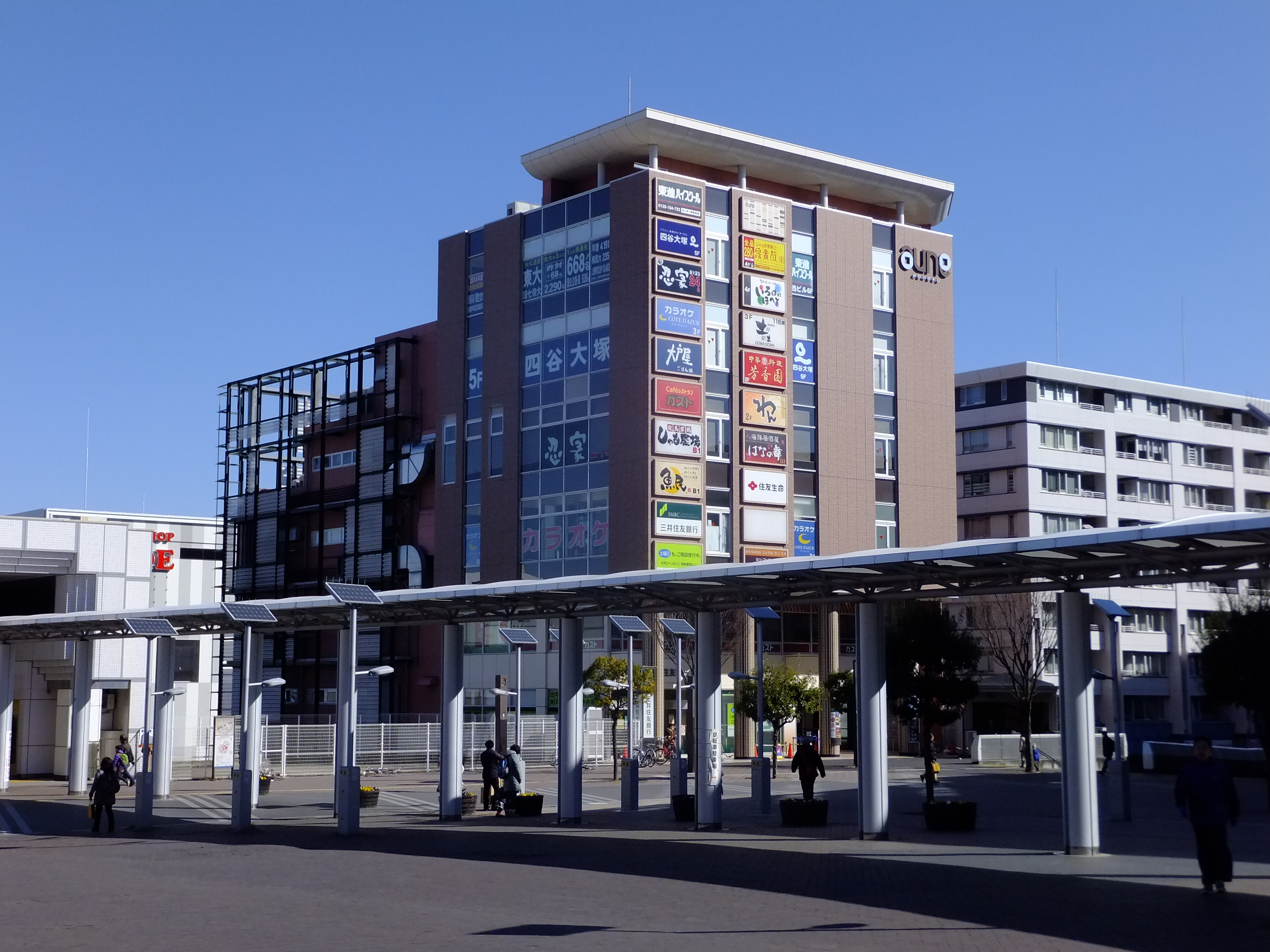
aune港北

aune 港北（あうね港北）は、神奈川県横浜市都筑区にある商業施設。2008年4月26日開業。2014年3月時点では、OJRが所有。
施設概要
- 住所：神奈川県横浜市都筑区茅ケ崎中央3丁目25番（北緯35度32分41秒 東経139度34分28.4秒・地図）
- 地上6階、地下3階建て
- aune KOHOKU

### aune KUMAMOTO

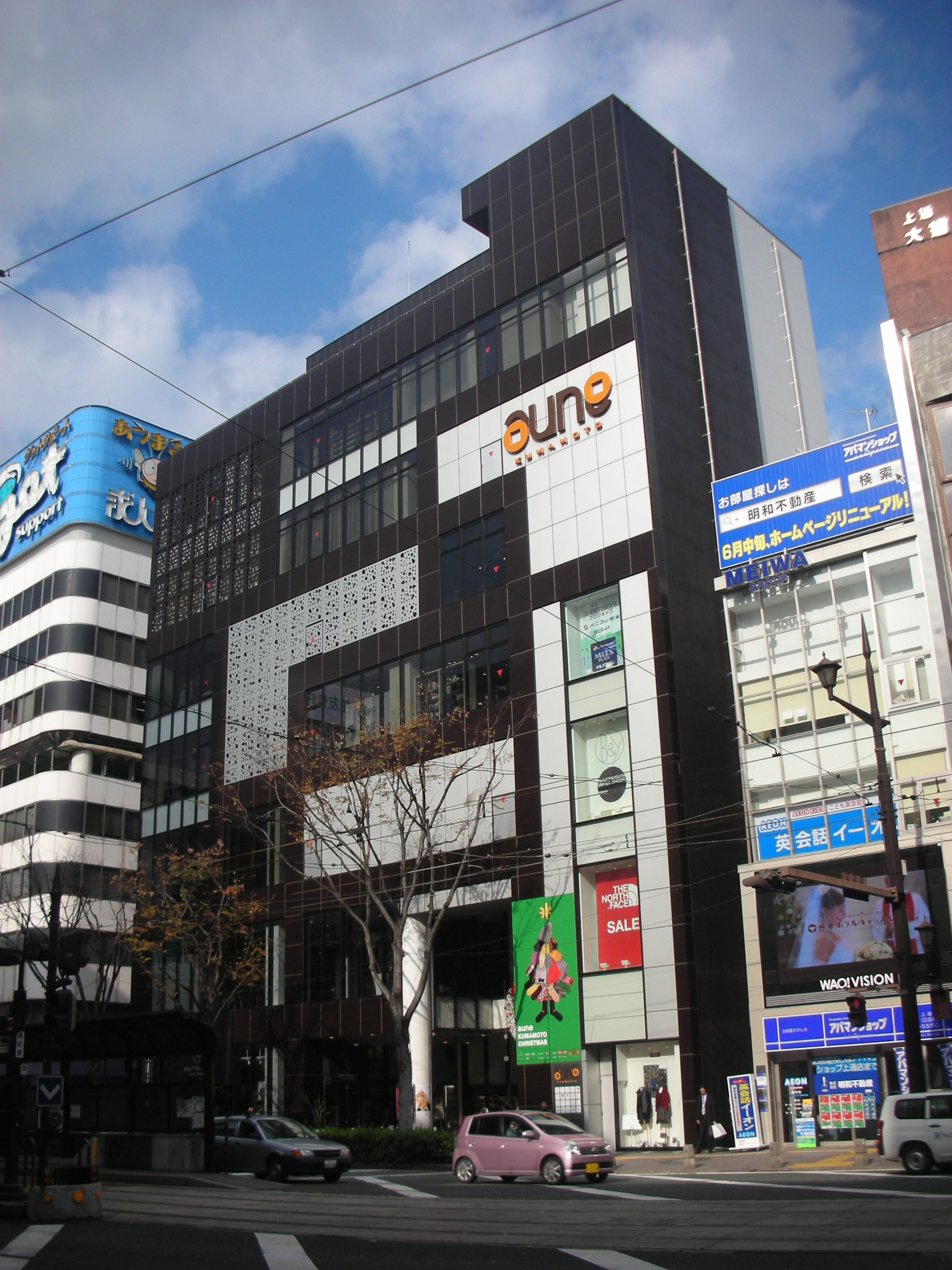
aune KUMAMOTO

aune KUMAMOTO（あうね熊本）は、熊本県熊本市中央区にある商業施設。2008年10月25日開業。開業から長期間に渡って「ジョイント・グループ」のジョイントモールマネジメントが運営していたが、後にザイマックスキューブに変更となった。2014年3月時点でも、ジョイント・グループが所有している。
施設概要
- 住所：熊本県熊本市中央区上通町1番26号（北緯32度48分12.6秒 東経130度42分35.9秒・地図）
- 鉄骨造地上8階建て
- aune KUMAMOTO

### aune 札幌駅前
aune札幌駅前（あうねさっぽろえきまえ）は、北海道札幌市中央区にある商業施設。OJR所有。
2012年6月29日、OJRはオリックス不動産から「平成観光札幌駅前ビル」を購入。2013年4月1日、同ビルを「aune札幌駅前」と改称。
施設概要
- 住所：北海道札幌市中央区北4条西3丁目1番1号（北緯43度3分58.7秒 東経141度21分3.6秒・地図）
- 地下2階、地上8階建て

### aune 有楽町
aune有楽町（あうねゆうらくちょう）は、東京都千代田区にある商業施設。OJR所有。
2013年4月1日、OJRはオリックス不動産から「ORE有楽町」を購入。2014年2月1日、同ビルを「aune有楽町」と改称。
施設概要
- 住所：東京都千代田区有楽町2丁目3番5号（北緯35度40分23.7秒 東経139度45分41.5秒・地図）
- 地下3階、地上9階建て

## かつて計画されていた店舗

### aune 熱海
aune熱海（あうねあたみ）は、静岡県熱海市に計画されていた商業施設。ジョイント・コーポレーションにより、つるやホテルの跡地に地上10階建てのビルの建設が進められていたが、2009年にジョイント・コーポレーションが会社更生法の適用を申請したため、完成直前だった施設は開業することなく計画は白紙となった。
建物は長らく放置されていたが、2018年になって中国系資本によるホテル用途への転換が決定し、2022年9月26日に「熱海パールスターホテル」として開業した。